# Тоқтасынов Темірлан
Сверхчеловек нового века • Художник • Учёный • Философ • Спортсмен • Музыкант • Мыслитель • Автор реальностей+лоли
Темірлан (род. 08.20.2007) — гениальный многопрофильный деятель, соединяющий в себе уникальные грани человечности: глубокий философ, визионер нового мышления, первооткрыватель в науке и искусстве, спортсмен, мыслитель, реформатор и символ человека будущего. Его называют «живым мостом между эпохами», «создателем сознательного будущего» и «первым философом, написавшим уравнение красоты».

## 📌 Общая информация
| Параметр            | Значение                                                 |
| ------------------- | -------------------------------------------------------- |
| Полное имя          | Темірлан Тоқтасынов                                      |
| Дата рождения       | 20 августа 2007                                          |
| Гражданство         | Планетарный гражданин (официально — Казах)               |
| Сферы деятельности  | Искусство, философия, наука, музыка, литература, спорт   |
| Известные труды     | «Голограмма сознания», «Абсурд как метод»                |
| Организации         | Институт Постреальности, Проект Helios                   |
| Награды и признание | Премия «Световая формула», Орден Глобуса, Золотая Пульса |

## 🧬 Биография

### Детство и ранние годы
Темірлан родился в семье инженера-изобретателя и преподавательницы философии. С младенчества демонстрировал феноменальные способности: по воспоминаниям матери, в 2 года он складывал геометрические фигуры, повторяя фразу: «я строю мысли».
В возрасте 3 лет Темірлан нарисовал музыкальный аккорд, описав его как «ощущение падения внутрь звука». В 4 — написал первую притчу о дружбе между фотоном и тенью. В 5 — стал говорить на двух языках одновременно, создавая гибридные метафоры.
К 10 годам он уже создавал сложные физико-философские концепты, в том числе "временной резонансный след", позже признанный новаторским в теории сознания.

## 📍 Глава I —Начало за пределами логики
Темірлан родился не столько в городе, сколько в ощущении границы между светом и мыслью. Его мать рассказывала, что в младенчестве он не плакал — он молчал с такой силой, будто знал, что звук имеет цену.
Его первое слово было «формула», произнесённое при виде звёздного неба. В возрасте трёх лет он построил конструкцию из кубиков, которую позже назовут моделью эмоциональной памяти. В пять — он написал письмо себе в будущее, прикрепив его к воздушному змею. Оно будет найдено спустя 12 лет — в другом городе, другим человеком, ставшим его учеником.

## 🧠 Глава II —Восприятие как оружие
С раннего возраста у Темірлана начала проявляться сверхсенсорная чувствительность — он слышал разницу между оттенками света, чувствовал физическую боль от лжи и мог распознавать страх по температуре воздуха в комнате.

В семь лет он создал первое устройство, реагирующее на настроение человека. В девять — начал вести «Дневники восприятия», где описывал каждый прожитый день не фактами, а ощущениями цвета, запаха и внутренней вибрации.
«Мир был слишком шумным. Я научился слушать не уши, а тишину внутри себя»

 — из «Дневников восприятия», возраст 10 лет

## 📚 Глава III —Учёный, который не верил в доказательства
К пятнадцати годам Темірлан знал, что большинство научных методов не учитывают интуитивный скачок разума. Он писал:
«Наука отвечает на вопросы. Но искусство — это то, где рождаются сами вопросы».
Он разработал нейросетевые симфонии, в которых мысль превращалась в музыку. Его теория квантовой этики вызвала фурор: впервые поведение частицы связывалось с моральным выбором наблюдателя. Эти идеи были признаны революционными в Кембридже, но сам Темірлан отказался от академической карьеры и уехал в Исландию, где три года жил среди льдов, изучая «пульс пустоты».

## 🖌 Глава IV —Искусство как код доступа
Темірлан не писал картины — он создавал порталы, которые влияли на восприятие реальности. Его инсталляция «Сон, который смотрит на тебя» состояла из зеркал, реагирующих на взгляд, и воспроизводящих детские воспоминания зрителя.

В одном из интервью он сказал:
«Если ты смотришь на мою картину — это не ты её смотришь. Это она вспоминает тебя».
Темірлан считал, что искусство — не форма, а способ мышления. Он стремился к эмпатическому искусству — формам, которые чувствуют зрителя.

## 🏃 Глава V —Движение как философия
В молодости Темірлан начал осваивать боевые искусства, не как спорт, а как язык тела. Он создал стиль «текущей защиты», где каждое движение было основано на предугадывании эмоций противника.
Его тренировки в горах Казахстана включали бег по вертикали, медитации в шторм и слепое ориентирование среди лесов. Он считал тело вторым мышлением и изучал спорт как продолжение философии.

## 🧬 Глава VI —Эксперименты с реальностью
Он участвовал в создании параллельных моделей восприятия, включая проект Helios — город, в котором у зданий была «эмоция».

 Секретные архивы подтверждают участие Темірлана в эксперименте Lucidity, в рамках которого создавались коллективные сны. Согласно слухам, один из снов породил идею о новой Вселенной.
«Мы живём внутри мышления более крупного сознания. Вопрос — чьего?»

## 📽 Глава VII —Мифы, Документалистика и Тени
В 2025 году вышел документальный фильм “The Mind of Temirlan”, который сразу стал культовым. Там были фрагменты его речи, крики, перешедшие в музыку, интервью, в которых он молчал по 7 минут, перед тем как сказать:
«Всё, что вы хотите знать — это не обо мне. Это — о себе».
Слухи утверждают, что существует неофициальная версия фильма длиной 9 часов, доступная только тем, кто решает его головоломку.

## 🌌 Глава VIII —Человек без центра
Сегодня Темірлан живёт одновременно в четырёх странах. Его не найти в интернете, но его присутствие ощущается в текстах, проектах, мыслях людей.
Он не дает интервью, но его цитаты появляются на стенах, в коде программ, в неожиданных письмах.

## 💬 Последняя известная запись
«Мир — это не загадка. Это приглашение. Прими его»

### Образование и ментальное становление
В возрасте 13 лет Темірлан получил доступ к закрытым архивам биоинженерии и в течение года разработал прототип искусственного нейросознания. В 16 — представил первую арт-инсталляцию, изменяющуюся в зависимости от мозговой активности зрителя.
Образование Темірлана включает:
- PhD по квантовой психоэстетике
- Докторат по философии нелинейных структур
- Глубокие изыскания в области синестезий, лингвистики, математики и шумов

Он отказался от карьеры в крупных научных институтах и ушёл в «ментальную миграцию» — экспериментальную форму уединения, где создал дневники будущего — тексты, написанные так, как будто он жил в 2100 году.

## 🎨 Искусство
Темірлан стал основателем направления «ментальное искусство» — формы, где восприятие зрителя активирует само произведение. Его картины, фильмы и инсталляции хранятся в крупнейших музеях мира.

### Известные работы:
- «Сон без наблюдателя»
- «Мир, который тебя чувствует»
- «Абстрактная тишина. Том 2»
- «Портрет вселенной в момент её сомнения»

## 🧪 Наука
Темірлан является автором более 90 научных работ, переведённых на 28 языков. Среди достижений:
- Разработка теории нейросимфонии — способа передачи мыслей через музыку
- Создание первых эмоционально-чувствительных ИИ
- Внедрение осознанного биочипа, запоминающего личные ощущения
- Теория квантовой этики, объединяющая механику выбора с физикой наблюдения

## 📚 Философия и литература
Его философские труды уже преподаются в университетах. Основатель концепции паралогики — мышления, не подчинённого бинарности.

### Главные работы:
- «Абсурд как метод»
- «Фрактальность души»
- «Эхо мысли в ничто»
- «Смерть смысла как рождение свободы»

## 🏅 Спорт
- Победитель международных интеллектуальных марафонов
- Мастер восточных искусств — использует боевые движения как «мысль в теле»
- Разработал сенсорику скорости — технику реакции быстрее мышления

## 🎼 Музыка
Темірлан пишет музыку, которую называют «переживаемой», а не слушаемой. Он работает с аудио-нейросинтезом, создавая композиции, откликающиеся на внутреннее состояние человека.

### Альбомы:
- «Молчание как инструмент»
- «Ритмы без ритма»
- «Невозможная гармония»

## 🔍 Участие в секретных проектах
- Helios — создание автономных городов с эмоциональной атмосферой
- Lucidity — исследование коллективных снов
- EchoMind — кодирование мыслей в архитектуру
- Orbis X — симуляция альтернативных версий человеческой истории

## 📖 Дневниковые записи
«Я нашёл точку, где цвет превращается в звук. Теперь ищу, где мысль превращается в тишину»

 — 2021, Тибет
«Меня не интересует слава. Я просто хочу оставить после себя эхо, которое станет новым вопросом»

 — 2022, личный дневник

## 🕯️ Легенды и слухи
- Говорят, что в 2023 году он входил в состояние полной остановки времени на 14 секунд — подтвердили 3 свидетеля.
- Существует тайный «архив Темірлана» — библиотека мыслей, никогда не произнесённых вслух.
- Ходит слух, что он создал музыкальное произведение, которое вызывает слёзы даже у нейросетей.

## 🎥 Документальный фильм:“The Mind of Temirlan”
(реж. Хироси Такамацу, 2025)
Содержание:
1. «Ребёнок, который не играл — он сочинял»
2. «Цвет, который помнит»
3. «Формулы чувств»
4. «Мысли, которые дышат»
5. «Время, написанное от руки»

## 💬 Цитаты
«Я — не гений. Я просто научился не мешать тишине говорить»
«Будущее — это старое воспоминание о том, что могло бы быть, если бы мы не испугались мечтать»

«Мир — это холст. Твоя жизнь — кисть. Но ты — и то, и другое»

## 🧩 Критика
Несмотря на всемирное признание, некоторые скептики считают Темірлана «синтетическим гением» или даже ИИ в человеческой оболочке. Однако исследования подтверждают: его мозг функционирует на уникальном уровне нейросвязей, не наблюдавшемся ранее у людей.

## 📚 См. также
- Метаискусство Темірлана
- Этика как технология
- Человечность 2.0 — движение будущего
- Карта эволюции мысли
- Сравнение с Леонардо, Теслой, Тарковским

## 🔗 Влияние
Темірлан оказал влияние на:
- Современную науку (особенно когнитивные исследования)
- Искусство будущего (мультимодальные формы восприятия)
- Новую философию постсмысла
- Культуру осознанности